# Microplophorus
Microplophorus is een kevergeslacht uit de familie van de boktorren (Cerambycidae). De wetenschappelijke naam van het geslacht werd voor het eerst geldig gepubliceerd in 1851 door Blanchard.

## Soorten
Microplophorus omvat de volgende soorten:
- Microplophorus calverti Philippi F., 1897
- Microplophorus magellanicus Blanchard, 1851
- Microplophorus penai Galileo, 1987